# Lars Rangius
Lars Rangius, född omkring 1667, död 1717, var samisk präst i först Sorsele församling, sedan Silbojokks församling. Han gjorde den första översättningen av Nya Testamentet till samiska, ett verk som aldrig blev utgivet. 

## Biografi
Lars Rangius genomgick antagligen Skytteanska skolan i Lycksele och fortsatte därefter i Härnösands trivialskola och gymnasium. 1688–1695 studerade han vid Uppsala universitet. Därefter bör han ha prästvigts i Härnösands domkyrka, men uppgifter om detta saknas. Lars Rangius fick sin första tjänst som kaplan i Sorsele kapellförsamling 1697. Han drack uppenbarligen mer brännvin än vad som var lämpligt och figurerade nästan årligen i tingsprotokollen. Allmogen klagade en del på att han förde ett ”otijdigdt lefwerne”, och även kyrkoherden i Lycksele församling blev föremål för försmädligheter från Rangius sida.
År 1709 fick Rangius en ny tjänst som kyrkoherde i Silbojokks församling, som inrättats 1640 för bruksfolket vid hyttan fem mil från silvergruvan i Nasafjäll. Hyttan låg visserligen öde sedan 50 år tillbaka, och antalet gudstjänstbesökare var antagligen inte så stort, men församlingen fanns ändå kvar. Lars Rangius stannade i Silbojokk till sin död 1717.
Rangius var gift med Anna Vacker från Umeå och fick en son och en dotter.

## Översättningen
Under åren 1701–1713 arbetade Lars Rangius med att översätta hela Nya Testamentet till samiska. Det färdiga manuskriptet blev aldrig tryckt utan förvaras på Uppsala universitetsbibliotek. Det blev i stället Pehr Fjellström som gjorde den första tryckta översättning av Nya Testamentet till samiska (1755). Pehr Fjellström hade tillgång till Lars Rangius arbete, men i förordet till sin utgåva skriver han att han inte haft särskilt stor användning av detta. Lars Rangius var nämligen bara kunnig i en av alla samiska dialekter, medan Fjellström försökte skapa ett skriftspråk som skulle kunna förstås av fler, det så kallade sydlapska bokspråket.
Vilken samisk dialekt var det då som Lars Rangius använde? Den ingående analys av Rangius version av Markusevangeliet som Karin Wilson gjort i sin doktorsavhandling pekar mot att det var umesamiska, om än med en del drag som idag är typiska för ännu sydligare dialekter.